# الدحامنة (لبروزة)
الدحامنة هو دُوَّار يقع بجماعة لغنيميين، إقليم برشيد، جهة الدار البيضاء سطات في المملكة المغربية. ينتمي الدوّار لمشيخة لبروزة التي تضم 10 دواوير. يقدر عدد سكانه بـ 418 نسمة حسب الإحصاء الرسمي للسكان والسكنى لسنة 2004.

## روابط خارجية
- البوابة الوطنية للجماعات الترابية
- المندوبية السامية للتخطيط